# Брубэйкер
«Брубэйкер» (англ. Brubaker) — драма режиссёра Стюарта Розенберга. Сюжет картины частично основан на реальных событиях. Номинация на премию «Оскар» за лучший оригинальный сценарий.

## Сюжет
Таинственный человек (Редфорд) попадает в тюрьму как заключенный и оказывается свидетелем многочисленных нарушений: пытки, некачественное питание, мошенничество со страховками и доктор, берущий взятки за лечение. Во время одного из противостояний он, к удивлению как заключенных, так и администрации, раскрывает свою личность и оказывается новым начальником тюрьмы Хенри Брубэйкером.
Он пытается реформировать тюрьму согласно своим идеалам и взглядам, уделяя особое внимание правам человека и перевоспитанию заключенных. В качестве помощников он назначает нескольких заключенных, приговорённых к длительным срокам, в том числе Ларри Ли Баллена и Ричарда Кумбса по кличке Дикки. Реформы улучшают состояние тюрьмы, но вызывают раздражение нескольких коррумпированных чиновников в администрации. В истории оказывается замешан и губернатор штата. Когда Брубэйкер обнаруживает на территории тюрьмы несколько захоронений, он пытается раскрыть тайну, что вызвало бунт заключенных и политический скандал.
Беспорядки среди заключенных заканчиваются несколькими выстрелами со стороны охраны. В результате погиб Баллен. После этих событий Брубейкера увольняют. Заключительные титры говорят о том, что спустя два года после увольнения Брубейкера двадцать четыре заключенных подали в суд на руководство тюрьмы, и пенитенциарное заведение было подвергнуто полной и окончательной реформе.

## В ролях
- Роберт Редфорд — Генри Брубэйкер
- Яфет Котто — Ричард «Дикки» Кумбс
- Джейн Александер — Лилиан Грей
- Мюррей Хэмилтон — Джон Дич
- Дэвид Кит — Ларри Ли Баллен
- Морган Фримен — Уолтер
- Майкл Эммет Уолш — Вудворд